# Enzo Scarano
Vicencio «Enzo» Scarano Spisso (Valencia, Venezuela, 17 de junio de 1963) es un político y empresario italovenezolano, se desempeñó como alcalde del Municipio San Diego desde 2004 hasta 2014, destituido por el Tribunal Supremo de Justicia ese año, en el marco de las protestas antigubernamentales. Fue candidato a la gobernación de Carabobo en las elecciones del 23 de noviembre de 2021 por la Mesa de la Unidad Democrática.

## Carrera
Nació en Valencia, hijo de Vincenzo Scarano y Clara Spisso, inmigrantes italianos provenientes de Sicilia. Fue presidente del Centro Italo Venezolano de Valencia por 5 períodos. Durante el gobierno del alcalde José Gregorio Ruiz se desempeñó como contratista, debido a que su padre, un empresario italiano, poseía una compañía de asfalto. Scarano figuró como miembro de la gestión de Ruiz hasta su ruptura en 2004. Su vinculación con el sector público gracias a la realización de obras fue lo que le terminó metiendo de lleno en la política.

### Alcalde de San Diego
En 2004, Scarano, inició su campaña a alcalde de San Diego, apoyado por COPEI, el MAS, Alianza Bravo Pueblo y La Causa Radical entre otros, en las que resultó elegido con el 33 % de los votos. En 2008, se postula nuevamente como candidato a la reelección, esta vez con el apoyo del gobernador Henrique Salas Feo, y su partido Proyecto Venezuela, y Acción Democrática, Primero Justicia, Un Nuevo Tiempo entre otros obteniendo el 71 % de los votos. En 2013, es reelecto con el apoyo de la Mesa de la Unidad Democrática logrando el 75 % de los votos.

### Detención, inhabilitación y exilio

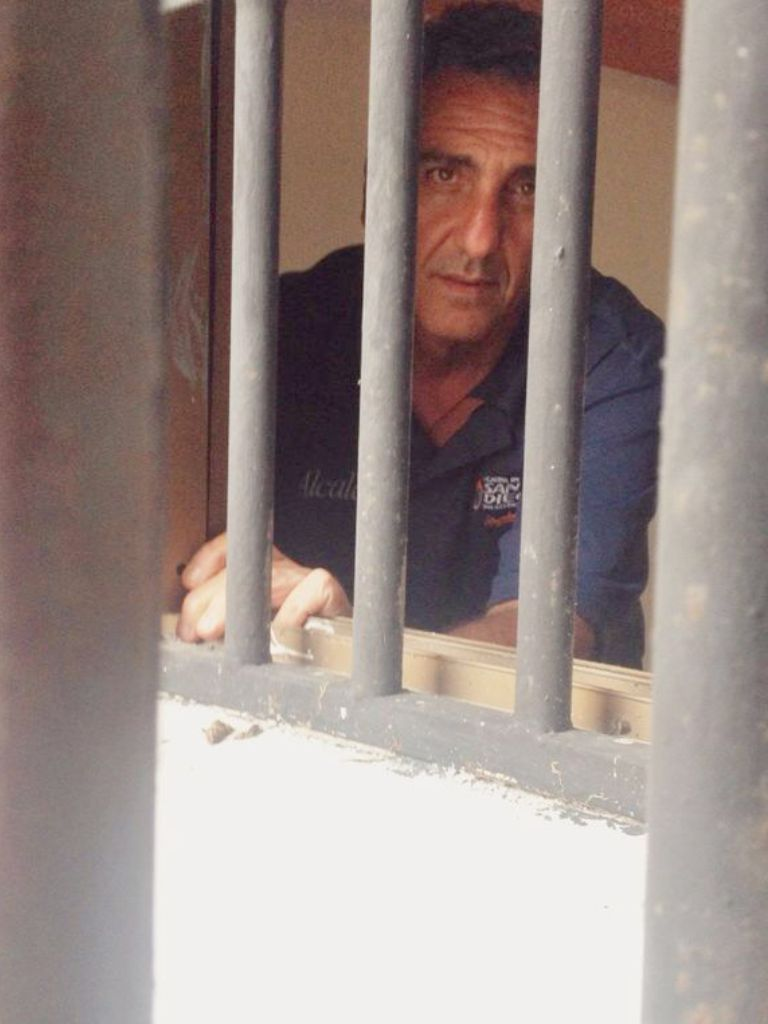
Enzo Scarano, desde la cárcel.

Scarano acusó al gobierno nacional durante las manifestaciones de febrero de uso excesivo de la fuerza contra los manifestantes. El 19 de marzo de 2014, el Tribunal Supremo de Justicia de Venezuela lo juzgó y lo sentenció a la cárcel durante diez meses y medio por no cumplir con una orden judicial para derribar las barricadas en su municipio. Scarano venció en las primarias de la MUD de 2015 a Pablo Aure (COPEI) y Salvatore Lucchese (VP), aunque no pudo participar en las elecciones del 6 de diciembre, puesto a que fue inhabilitado y no pudo participar en los comicios, siendo reemplazado por su suplente, Ángel Álvarez.
El 6 de marzo de 2017, la Contraloría General de la República lo inhabilitó para el ejercicio de funciones públicas por un período de 15 años. La carta fue firmada y aprobada por la rectora del Consejo Nacional Electoral Tibisay Lucena.
Intentó postularse a la gobernación en 2017, aunque fue frenado por la inhabilitación política, quedando la nominación en manos de Alejandro Feo La Cruz. Fue una cara visible en las marchas antigubernamentales en el estado Carabobo durante las protestas de 2017. Mostró su apoyo a las elecciones presidenciales de 2018, alegando que es una forma pacífica para salir del gobierno de Nicolás Maduro, y apoyó la idea de que la MUD participara en los comicios. Ese mismo año, Scarano partió al exilio en los Estados Unidos.

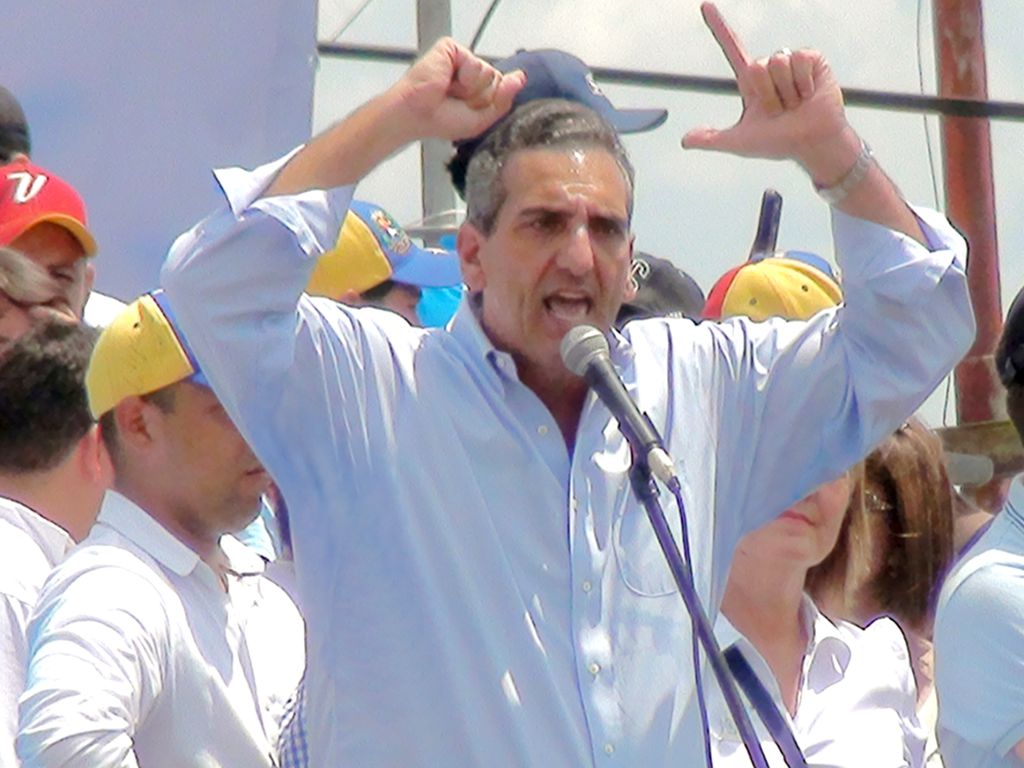
Scarano en febrero de 2014, durante las protestas antigubernamentales.

### Candidato a la Gobernación del Estado Carabobo
Luego de 3 años en el exilio en Estados Unidos, Scarano regresó en agosto de 2021 a Venezuela. Poco después de su llegada anunció sus intenciones de participar en las elecciones regionales de noviembre de 2021, en las que busca derrotar al gobernador actual Rafael Lacava, y además confirmó que ya no figuraba como inhabilitado ante el Consejo Nacional Electoral.
En septiembre de 2021, Scarano se convirtió oficialmente en el candidato de la Mesa de la Unidad Democrática para gobernador, luego de que Julio Castillo, de Voluntad Popular, se bajara de la contienda. Scarano, italiano, se enfrentará al gobernador Rafael Lacava, quien también es italiano.
Scarano acusó a su contrincante, Rafael Lacava, de mandar cuadrillas para remover pendones de su candidatura en varios municipios del estado, incluido la propaganda de candidatos a las alcaldías apoyados por la Mesa de la Unidad Democrática. Scarano obtuvo el 24 % de los votos, es decir, 148.679, mientras que el gobernador Lacava se alzó con el 54 %, una diferencia de 30 puntos. Fue el peor resultado jamás obtenido por un candidato de la oposición el estado.

### Segunda detención
Enzo Scarano fue detenido nuevamente el 2 de agosto de 2024, días después de las elecciones presidenciales, junto a su hijo Vicente Scarano. El 16 de noviembre fue liberado su hijo Vicente.